# Javier Gómez-Montero
Javier Gómez-Montero (* 14. November 1958 in A Coruña) ist ein spanischer Romanist.

## Leben
Nach der Hochschulreife in A Coruña studierte er klassische und romanische Philologie an den Universitäten zu Sevilla, Köln und Trier. Seit Oktober 1984 war er wissenschaftlicher Mitarbeiter bzw. Assistent am Romanischen Seminar der Universität zu Köln. Nach der Promotion 1988 und der Habilitation 1997 an der Philosophischen Fakultät der Universität zu Köln war er dort von 2001 bis 2001 Professor (C3) für Romanische Literaturwissenschaft am Romanischen Seminar. Seit 2001 lehrt er als Professor (C4) für Romanische Literaturwissenschaft an der Christian-Albrechts-Universität zu Kiel und ist Direktor des dortigen Romanischen Seminars.
Seine Forschungsschwerpunkte sind frühe Neuzeit (Humanismus, Cervantes, Italienisch-spanische Literaturbeziehungen der Renaissance, Narrativik), Konzepte der Moderne, moderne Lyrik, Lyrik und Roman der Gegenwart (insbes. Hispanistik, Lusitanistik), Stadtliteratur, Kulturanthropologie des Jakobsweges, kulturelle Konzepte Europas, Literatur in der Schule.

## Schriften (Auswahl)
- Literatura caballeresca en España e Italia (1483–1542). El Espejo de cavallerías (deconstrucción textual y creación literaria). Tübingen 1992, ISBN 3-484-52909-1.
- (Hrsg.): Imaginarios jacobeos entre Europa y América. Frankfurt am Main 2014, ISBN 3-631-64874-X.
- Die Unzulänglichkeit der poetischen Rede. Studien zur frühen Lyrik der Moderne in Spanien (J. de Espronceda, G.A. Bécquer, R. de Castro, R.M. del Valle-Inclán, A. Machado). Kiel 2018, ISBN 978-1-73094-131-3.
- mit Anne-Marie Autissier Anxo Abuín, Victor A. Ferretti, Rubén Lois González und Rainer Wehrhahn (Hrsg.): Urban dynamics. Conflicts, representation, appropriations and policies. Berlin 2018, ISBN 3-631-74711-X.